# Nuno Fernandes Torneol
Nuno Fernandes Torneol (o Nuno Fernández Torneol) fue un trovador de origen desconocido del siglo XIII que compuso en lírica galaico-portuguesa.

## Biografía
Podría haber sido un caballero al servicio de un ricohome castellano. Se piensa que trabajó también para las Cortes de Fernando III el Santo y Alfonso X el Sabio. En su De longas vias, mui longas mentiras, la única cantiga de escarnio que escribió, menciona muchos nombres de lugar de Castilla. Es también el autor de la única alborada que se registra en la tradición lírica galaico portuguesa: Levad, amigo, que dormides as manhanas frías.
Inicialmente, investigadores como António Resende de Oliveira creían el término Torneol era una nota deturpada del término tornel que significa refrán, por tanto, sostenían que no formaba parte del nombre del torvador. Sin embargo Vicenç Beltran halló, en un documento de Alfonso X, el apellido Torniol relacionado con la conquista de Córdoba, posteriormente el profesor Souto Cabo encontró en los archivos de la catedral de Santiago de Compostela documentación que contenía el apellido Torneol, pero bajo la forma Turniol, por tanto queda constancia de una familia noble con ese apellido en la zona de Santiago de Compostela. Javier Ron Fernández encontró su nombre completo en un documento de compra de 1225, con base en ello, se sospecha que su actividad poética se produce entre el segundo y tercer cuarto del siglo XIII. 

## Obra
Se le reconoce autor de veintidós composiciones: trece cantigas de amor extremadamente convencionales, ocho cantigas de amigo de estructura tradicional y una cantiga de escarnio. Uno de sus textos fue adaptado a la actualidad con el título Love Song por la banda de rock brasileña Legión Urbana.